# 黒住剛
黒住 剛（くろすみ つよし、1911年（明治44年）2月1日 - 1986年（昭和61年）3月19日）は、日本の実業家、興亜化学工業（現・栄研化学）創立者および代表取締役会長、扶桑薬品工業代表取締役社長。

## 来歴
岡山県勝田郡湯郷町（現：美作市）生まれ。1929年（昭和4年）、旧制関西大学第二商業学校（現：関西大学）を卒業後、1939年（昭和14年）に興亜化学工業（現・栄研化学）を設立し、取締役に就任した。

## 受賞・栄典
- 1987年（昭和62年）- 従5位勲四等旭日小授章
- 1957年9月（昭和32年）- 第9回保健文化賞受賞
- 1967年10月（昭和42年）- 東京都知事褒章受賞
- 1970年12月（昭和45年）- 大韓民国保健福祉部長感謝牌受章
- 1972年11月（昭和47年）- 藍綬褒章受章
- 1976年4月（昭和51年）- 新扶桑製薬代表取締役会長
- 1981年11月（昭和56年）- 勲四等瑞宝章受章